# Europastraße 579
Die Europastraße 579 (kurz: E 579) ist eine Europastraße in Ungarn, die vom Autobahndreieck Görbeháza (M3/M35) ostwärts bis zur ukrainischen Grenze bei Beregdaróc verläuft.

## Verlauf
Die Europastraße 579 beginnt bei Görbeháza und endet in Beregdaróc.